# Silkesmalört
Silkesmalört (Artemisia nitida) är en växtart i släktet malörter och familjen korgblommiga växter. Den beskrevs av Antonio Bertoloni.

## Beskrivning
Silkesmalörten är en perenn, låg art med silverfärgade, djupt inskurna blad med fin behåring. Blommorna är små och gula.

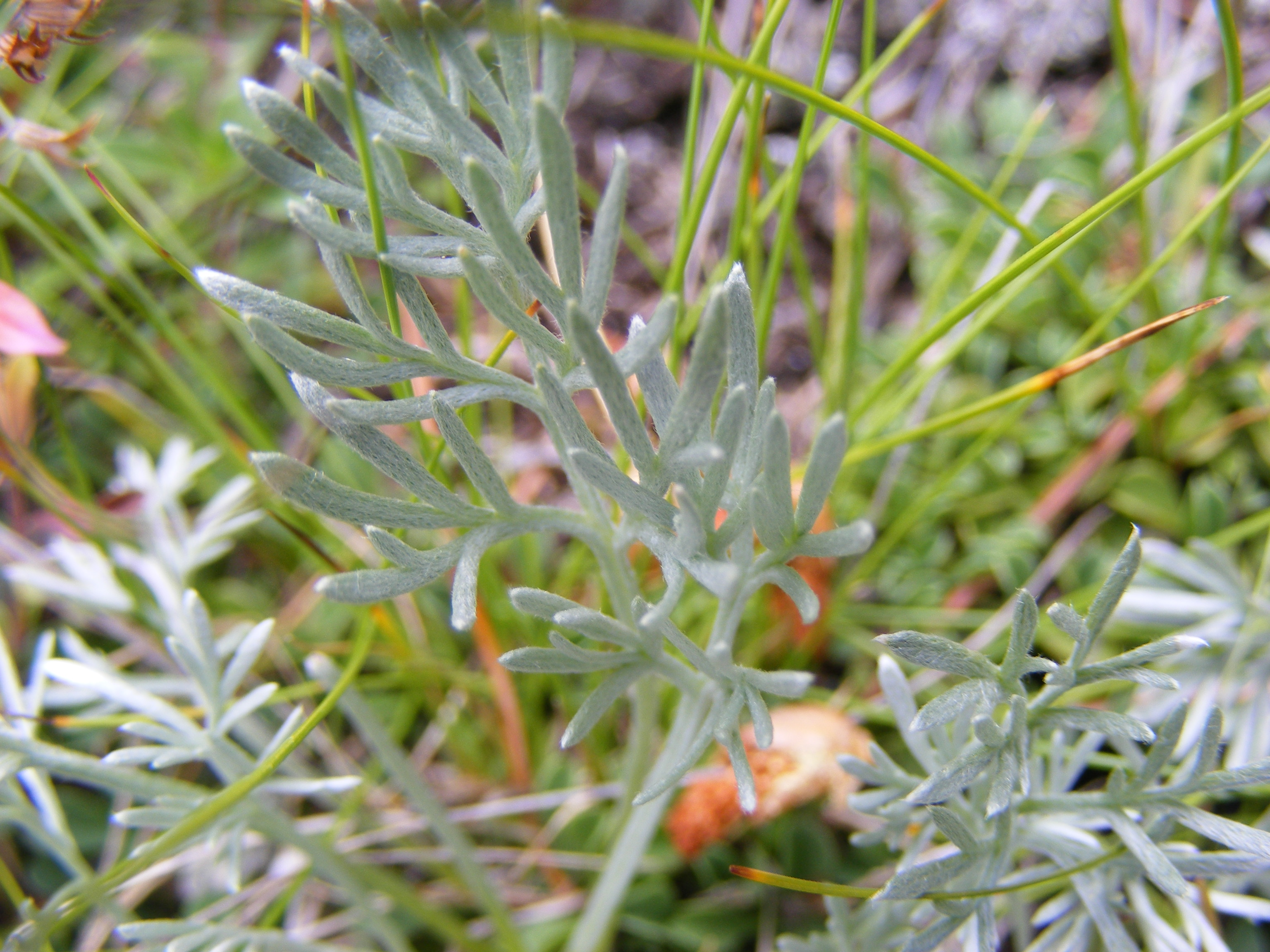
Blad
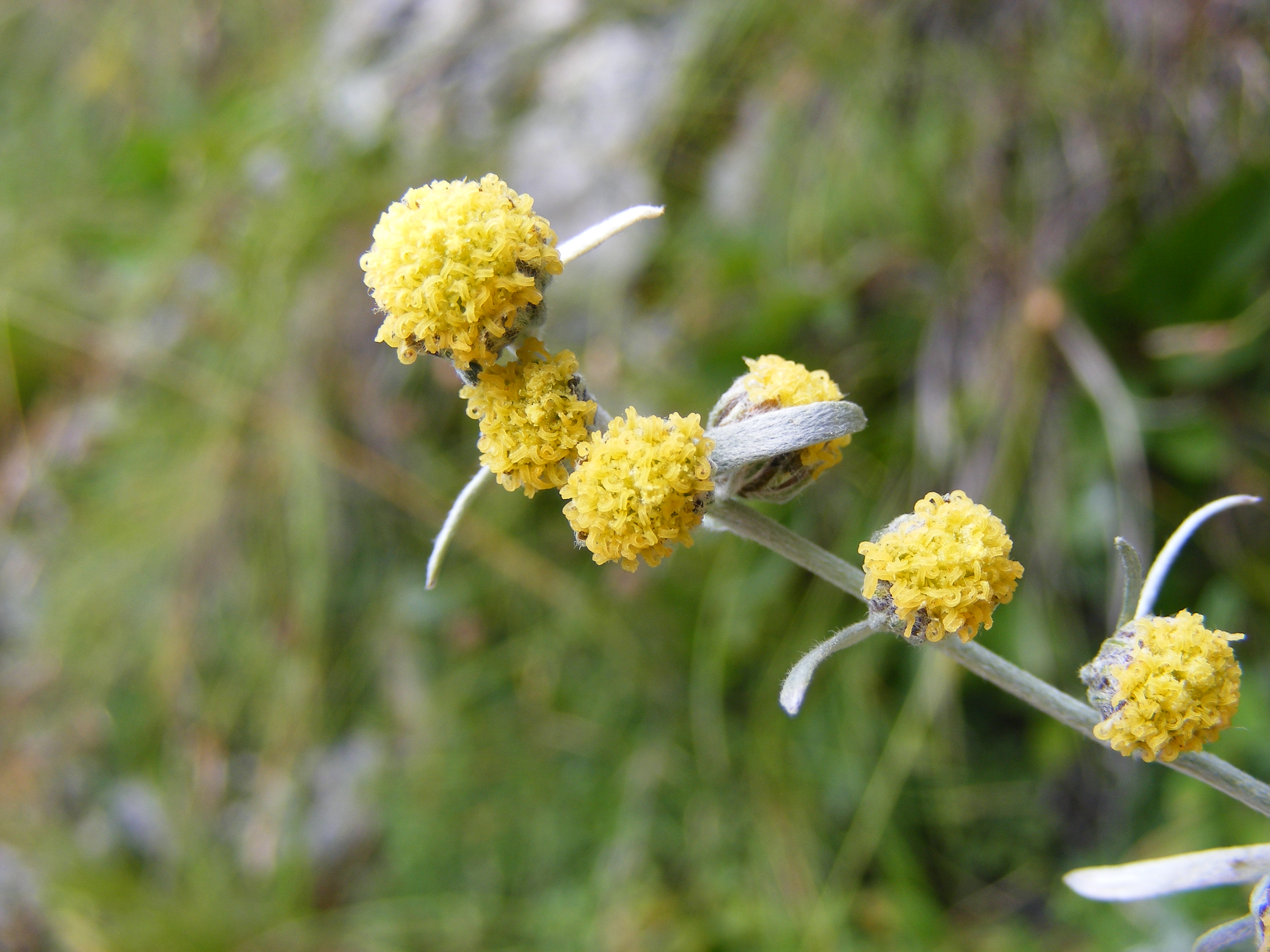
Blomkorgar

## Utbredning
Arten växer vilt i sydöstra Alperna och nordvästra Balkan. Den odlas även som prydnadsväxt i andra delar av världen, gärna i stenparti.